# Грэм, Ким
Ким Грэм (англ. Kim Graham; род. 26 марта 1971, Дарем, Северная Каролина) — американская легкоатлетка, специализировавшаяся в спринте, олимпийская чемпионка 1996 года, чемпионка мира.

## Биография
Представляла США на летних Олимпийских играх 1996 года в Атланте, где получила золотую медаль в женской эстафете 4х400 метров вместе с Рошель Стивенс, Мейсел Мэлоун и Джерл Майлз, пробежав очень быструю дистанцию и обогнав нигерийскую команду, лидирующую на несколько метров. На чемпионате мира в закрытых помещениях ИААФ 1995 года она заняла третье место в эстафета 4х400м вместе со своими товарищами по команде Нельрой Пашой, Таней Дули и Флиртишей Харрис.